# Todo esto es la música
"Todo esto es la música" ("Tudo isto é música") foi a canção que representou a Espanha no Festival Eurovisão da Canção 1992. Foi interpretada em castelhano por Serafín Zubiri. Foi primeira canção a ser interpretada na noite do festival, antes da canção belga "Nous, on veut des violons"'. Terminou a competição em 14.º lugar (entre 23 participantes), tendo recebido um total de 37 pontos.

## Autores
- Letrista: Luis Miguélez
- Compositor: Luis Miguélez, Alfredo Valbuena
- Orquestrador: Javier Losada

## Letra
A canção é uma balada, com Zubiri comparando a sua amante com a música que a rodeia.